# 応天府書院
応天府書院（おうてんふしょいん）は中華人民共和国河南省商丘市睢陽区の商丘古城の南側に広がる湖の外側にあった書院。河南省の嵩陽書院、湖南省の岳麓書院、江西省の白鹿洞書院と並んで中国四大書院と併称される。北宋「四大書院」の首になっている 。

## 歴史
五代後晋（936年-947年）のとき、宋州虞城県の人の楊愨は教育を好み、帰徳軍の将軍の趙直扶助の下で睢陽学舎を創設し、自ら講義した。楊愨が亡くなった後、彼の学生の戚同文が師の事業を継承し、引き続き学校を運営した。宗度・許驤・陳象輿・高象先・郭成範・王礪等台閣の重臣となった有名な人物を輩出した。戚同文病死の後、閉校となった。
北宋の大中祥符二年（1009年）、地元富商の曹誠が先頭に立って出資し、書院を再建。真宗から「応天府書院」の額を賜った。天聖四年（1026年）、范仲淹が母を亡くして商丘において喪に服した際、彼は知府晏殊を応天府書院に招聘した。景祐元年（1034年）、府学に改制し、官府は10頃地から学校運営の経費を充当している。慶暦三年（1043年）、范仲淹の「慶暦新政」、南京国子監に昇格。西京国子監（洛陽）、東京国子監（開封府）と並んで北宋の最高学府と併称される。熙寧二年（1069年）、王安石の変法により、書院は学校制度の改革として「三舎法」を実施した。靖康二年（1127年）、靖康の変の金軍侵攻の火難で、応天府書院は全焼した。応天府書院は250年近く荒れ果てた。
明代の弘治十五年（1502年）、黄河が氾濫し、書院が土砂に埋もれた。正徳六年（1511年）、知州楊泰と周冕は書院を再建した。当時の建造物が5点（明倫堂・大成殿・月芽池等）現存する。嘉靖十年（1531年）、巡按御史蔡璦は書院を修復、大改修後に「応天書院」に名を戻した。万暦七年（1579年）、宰相張居正は天下のすべての学校取り壊しを命じたため、書院も撤去された。万暦二十九年（1601年）、知府鄭三俊は書院を再建した。当時は范仲淹を記念して「范文正公講院」と称した。鄭三俊は自ら授業をし。侯恂・侯恪・葉廷貴・練国事等重臣となる有名な人物を育てた。
清代の順治八年（1651年）、侯方域『重修書院碑記』を撰した。順治十五年（1658年）、講堂が符応琦によって建立され、学校が再開。康熙十三年（1674年）知府閔子奇は書院を修復する。康熙四十年（1701年）、郡義学に改制する。乾隆十三年（1748年）、知府陳錫格は書院を再建した。光緒三十一年（1905年）、清政府の廃止により范文正公講院の名称が帰徳府中学堂と改称。
2001年10月、中国共産党中央政治局常務委員、国務院副総理、当時河南省省長の李克強は商丘古城を視察して「応天府書院の歴史的意義が非常に大きいので、できるだけ早く応天府書院を復旧させる」よう指示した。2004年から2006年に再建された際、囲墻・大門・崇聖殿・道路・門前広場・状元橋の建立にあたっては、従来通り復元することが求められた。2007年10月1日、国内観光客に一般公開される。2009年3月20日、応天府書院創立記念1000週年式典を挙行した。

## 建築
2004年に大規模な再建によって、現在の基礎が築かれた。応天府書院の面積は50余畝、建築面積は4116.8平方メートル。
- 大門：2006年に再建。
- 囲墻：2006年に再建。
- 道路：2006年に再建。
- 崇聖殿：2005年に再建。
- 大成殿：正徳六年（1511年）に再建。
- 前講堂
- 御書楼
- 状元橋
- 明倫堂：正徳六年（1511年）に再建。
- 月芽池：正徳六年（1511年）に再建。